# 208 Pułk Piechoty (1920)
208 ochotniczy pułk piechoty im. Stefana Batorego  (208 pp) – oddział piechoty Wojska Polskiego w II Rzeczypospolitej okresu wojny polsko-bolszewickiej.

## Formowanie i zmiany organizacyjne
208 ochotniczy pułk piechoty został sformowany na obszarze Okręgu Generalnego „Lublin”. Zorganizowane zostały dwa bataliony piechoty, trzy kompanie ckm i kompania sztabowa. Brakowało oporządzenia i kadry oficerskiej. Kilkoma kompaniami dowodzili podoficerowie. Rolę plecaków pełniły zmyślnie zszyte kalesony.

## Działania na froncie
Na początku września pułk przybył na front. Po przybyciu w rejon działań wojennych, po kilku dniach jednostka została rozformowana, a żołnierze wcieleni jako uzupełnienie do 24 pułku piechoty i 4 pułku piechoty Legionów.